# Ель-Фауар
Ель-Фауар (араб. الفوار) — село в Тунісі, у вілаєті Кебілі. Має населення близько 5000 осіб.
| Туніс | Це незавершена стаття з географії Тунісу. Ви можете допомогти проєкту, виправивши або дописавши її. |